# Żyrosław z Potoka
Żyrosław z Potoka herbu Prus i herbu Pilawa – legendarny rycerz, pierwszy posiadacz herbu Pilawa.

## Biografia
Według legend, rycerz Żyrosław z Potoka w 1166 r. miał brać udział w wyprawie księcia Bolesława Kędzierzawego przeciwko Prusom. W decydującej bitwie Prusowie przypuścili trzy ataki na skrzydło, którym dowodził Żyrosław. Odważny rycerz obronił się przed ich dwoma atakami, a podczas trzeciego przebił się przez środek wojska nieprzyjacielskiego, następnie zwalił z konia i zabił ich wodza w pojedynku pod Piławą.
Kazimierz Sprawiedliwy, następca Bolesława, jak tylko na tronie polskim osiadł, obdarował Żyrosława herbem nawiązującym nazwą do wydarzenia bitwy: dwie całe poprzeczki – symbolizujące dwa odparte ataki, i jedną złamaną – wspomnienie triumfalnego zakończenia bitwy. Żyrosław był pierwszym posiadaczem herbu Pilawa.

Według Hipolita Stupnickiego, Kazimierz Sprawiedliwy nagradzając czyny Żyrosława przemienił półtora krzyża z jego ówczesnego herbu Prus na półtrzeciakrzyż. Tym samym dając narodziny herbowi Pilawa.

(...) Kazimierz Sprawiedliwy nagradzając czyny owego Żyrosława, zamienił półtora krzyża jego (herb Prus) na półtrzecia.

Około 1200 roku, Żyrosław przekazał swojemu synowi Aleksandrowi, liczne włości. Ten zaś podzielił je na kilku synów, którzy mieli przybrać nazwisko od dziedziczonych dóbr, stając się protoplastami nowych rodzin. Według heraldyka Kaspra Niesieckiego, jego syn mógł być protoplastą Tworowskich z Tworowa, Stanisławskich ze Stanisławic, Borowskich z Borowy i Słostowskich ze Słostowy. Szymon Okolski natomiast twierdzi, że Aleksander miał ośmiu synów, należeli do nich chociażby: Janusz z Moskorzewa (Moskorzewscy z Moskorzewa, potem Kamienieccy z Kamieńca) i Sulisław z Potoka (Potoccy z Potoka).

## Życie prywatne
Żyrosław miał syna o imieniu Aleksander.